# برج مناره‌دار

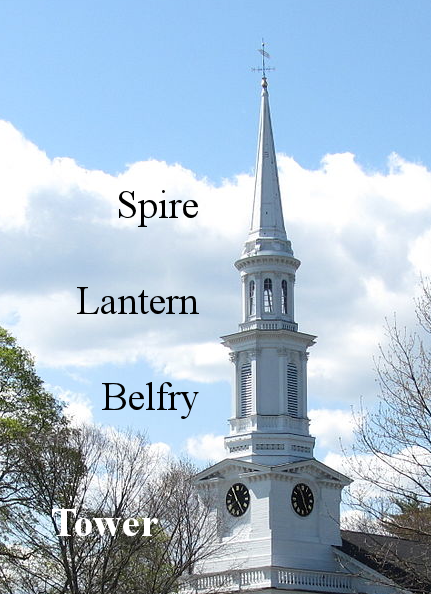
نمونه‌ای از سازه برج مناره‌دار

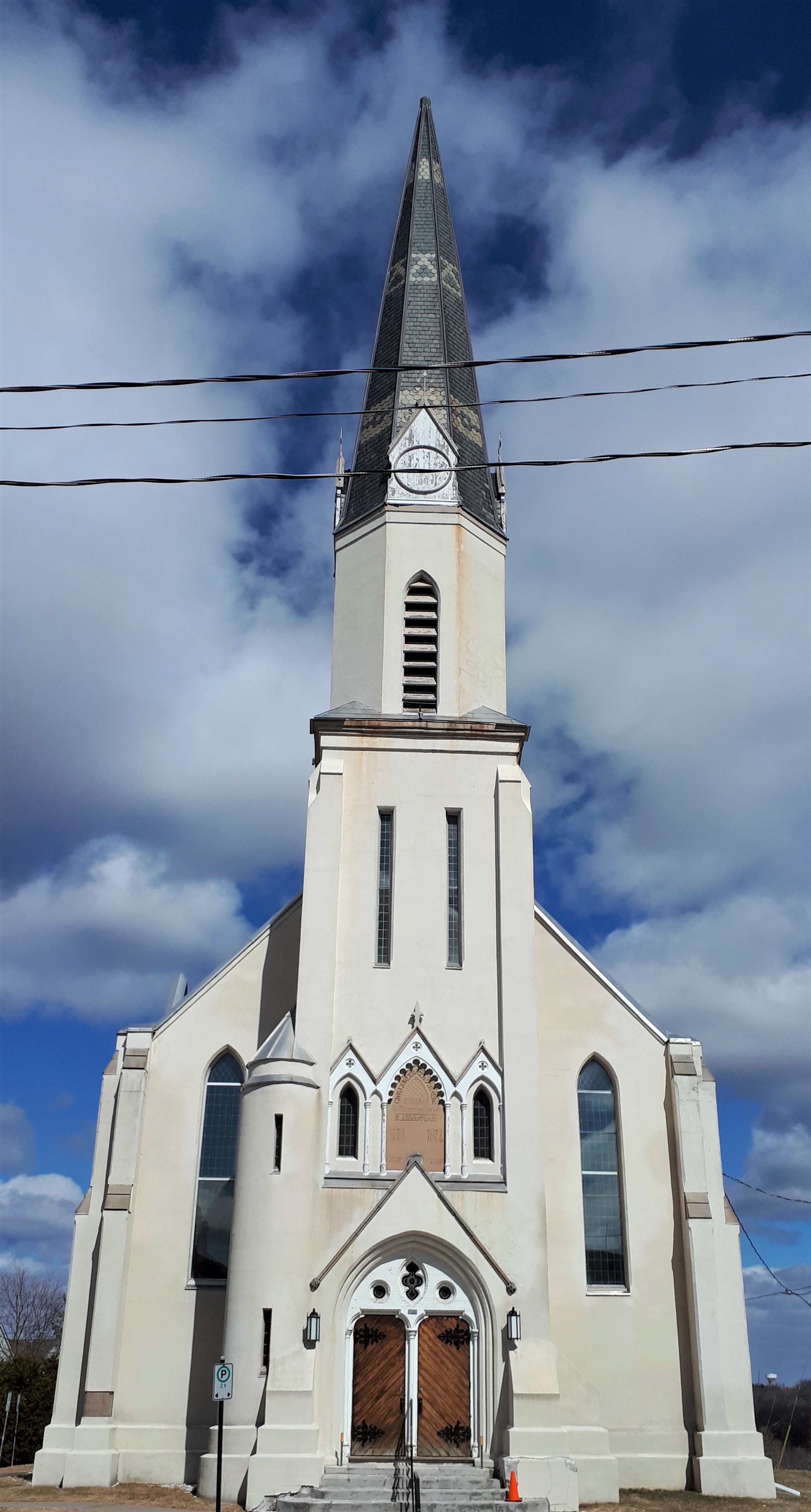
کلیسایی در نیومارکت، انتاریو با سازه برج مناره‌دار

برج مناره‌دار (انگلیسی: Steeple) در معماری عبارت است از یک برج بلند بر روی یک ساختمان که در بالای آن معمولاً ناقوس یا اجزای دیگر قرار می‌گیرد. برج‌های مناره‌دار در کلیساهای مسیحی بسیار متداول هستند. این بناها ممکن است سازه‌هایی مستقل یا در ورودی و همچنین مرکز ساختمان گنجانده شوند.